# Мегабіт
Мегаб́іт — кількість інформації, 106 або 1000000 (мільйон) біт. Використовується скорочення Mbit або Мбіт (мегабіт слід не плутати з мегабайтом МБ). Згідно з міжнародним стандартом IEC 60027-2 одиниці біт і байт вживають з префіксами SI. Мегабіт дорівнює 125000 байтів, 125 кілобайтам (кБ), або бл. 122 кібібайтам (КіБ).
Мегабіт зазвичай використовується для позначення швидкості передачі даних в комп'ютерних або телекомунікаційних мережах. Наприклад, підключення Fast Ethernet зі швидкістю 100 Мбіт/с (мегабіт на секунду), або підключення до мережі Інтернет зі швидкістю 10 Мбіт/с.
Мегабіт слід не плутати з мегабайтом, один мегабіт дорівнює 0,125 мегабайта. Швидкість передавання інформації через мережу часто вимірюють в мегабітах на секунду, а розміри файлів, що передаються через ці мережі, здебільшого вимірюють в мегабайтах. Так, для досягнення швидкості передачі 1 мегабайт на секунду потрібно підключення до мережі зі швидкістю не менше 8 мегабіт на секунду.
Двійково інтерпретований аналог мегабіта — мебібіт містить 1048576 (220) біт.

## Галузі застосування
- В галузі телекомунікацій використовується стандартний SI-мегабіт.
- Звичною практикою виробників RAM і ROM є вживання абревіатури Mb на позначення двійкового мегабіту (мебібіту). Наприклад, один дискретний чип DDR3, описаний як 512Mb, містить 229 біт = 536870912
- Обсяг картриджів з відеоіграми для 16-бітних гральних консолей, таких як Sega Mega Drive і Super Nintendo Entertainment System, здебільшого вказувався в двійкових мегабітах.